# 1410'erne
Århundreder: 14. århundrede – 15. århundrede – 16. århundrede
Årtier: 1360'erne 1370'erne 1380'erne 1390'erne 1400'erne – 1410'erne – 1420'erne 1430'erne 1440'erne 1450'erne 1460'erne
År: 1410 1411 1412 1413 1414 1415 1416 1417 1418 1419
Begivenheder
Personer